# Francesco Scaduto
Francesco Scaduto (Bagheria, 28 luglio 1858 – Favara, 29 giugno 1942) è stato un giurista e politico italiano.

## Biografia
Frequentò il liceo ginnasio Vittorio Emanuele II di Palermo, frequentò la facoltà di lettere di Palermo per un biennio e poi si laureò in lettere nel 1879 e in storia nel 1881 a Firenze.
Dopo essersi perfezionato in studi giuridici in Germania, nel 1884 iniziò la carriera universitaria insegnando Diritto canonico a Palermo, Diritto ecclesiastico nel 1887 a Napoli (divenendo ordinario nel 1889) e dal 1911 alla Sapienza di Roma. 
Fu preside di facoltà e nel 1919 divenne rettore dell'Università di Roma; mantenne la carica fino al 1922.
Consigliere comunale a Roma dal 1914 al 1920, fu presidente del consiglio provinciale di Agrigento dal 9 agosto 1915 al 15 agosto 1922.
Fu nominato senatore del Regno d'Italia dalla XXVII legislatura (1º marzo 1923). Nel 1932 si iscrisse al PNF.
Visse gli ultimi anni della sua vita a Favara, dove morì.
Sposò la baronessa Angela Mendola di Favara, e fu padre del futuro ambasciatore d'Italia Gioacchino Scaduto Mendola che sposo Virginia Moritz e Antonio Scaduto Mendola, ambasciatore d'Italia che sposo Irina Plamenatz (figlia du Jovan Plamenatz, ultimo régente del Monténégro), e di Francesca che sposò Gaspare Ambrosini, suo allievo e futuro presidente della Corte costituzionale.